# ليلة زفافه
ليلة زفافه 1917 (بالإنجليزية:His Wedding Night) هو فيلم كوميدي أمريكي صامت قصير، بطولة روسكو "فاتي" آرباكل وآل سانت جون وباستر كيتون وإخراج روسكو آرباكل.

## طاقم التمثيل
- روسكو "فاتي" آرباكل
- آل سانت جون
- باستر كيتون
- أليس مان
- آرثر إيرل
- جيمي براينت
- جوزفين ستيفينز
- أليس ليك
- فيرجينيا راب

## وصلات خارجية
- ليلة زفافه على موقع IMDb (الإنجليزية)
- ليلة زفافه على موقع فيلمافينيتي (الإسبانية)
- ليلة زفافه على موقع قاعدة بيانات الفيلم (الإنجليزية)
- ليلة زفافه على موقع ليتربوكسد (الإنجليزية)
- ليلة زفافه على موقع كينوبويسك (الروسية)
- الفيلم القصير His Wedding Night متوفر للتحميل من موقع أرشيف الإنترنت [المزيد]
- His Wedding Night on يوتيوب